# Christian Gottlieb Ludwig
Pour les articles homonymes, voir Ludwig.
Christian Gottlieb Ludwig (30 avril 1709 - 7 mai 1773) est un botaniste et médecin allemand. Le genre botanique Ludwigia lui est dédié.

## Liste partielle des publications
- Institvtiones historico-physicae regni vegetabilis in usum auditorum adornatae… Leipzig, Johann Gottlieb Gleditsch, 1742.
- De vegetatione plantarum marinarum (1736)
- De sexu plantarum (Dissertation, 1737); Lipsiae : Ex officina Langenhemiana.
- Institutiones medicinae clinicae praelectionibus academicis accomodatae (1758)
- De lumbricis intestina perforantibus (1761)
- Ectypa vegetabilium (1760–1764)
- Adversaria medico-practica (3 Bde. 1769–1773)
- Commentarii de rebus in scientia naturali et medicina gestis (Zeitschrift 1752–1806, Mitgründer)